# Svensk retskrivningsreform 1906
I 1906 gennemførtes en omfattende retskrivningsreform af den svenske regering. Brugen af f og fv for v ændredes, på samme måde som man for længst havde gjort på dansk og norsk. Ændringen betød en tilnærmelse mellem dansk og svensk retstavning. De to øvrige ændringer, dt til tt og hv til v, betød øget afstand mellem dansk og svensk.

## Hovedtræk
Lyden t stavedes inden reformen dt i bøjningsformer af ord med d i roden, fx ”godt” (af ”god”, nu ”gott” = godt) og ”blandadt” (af ”blandad”, nu ”blandat” = blandet). Samme princip gjaldt for ord som ”ändtligen” (af ”ända”, nu ”äntligen” = endelig) og ”mundtlig” (af ”mund”, nu ”muntlig” = mundtlig). Princippet anvendes stadig i dansk retskrivning (fx godt til god; håndtere til hånd).
Lyden v, der inden reformen stavedes næsten konsekvent med f, blev efter reformen gengivet med v, fx i ”lif” (nu ”liv” = liv), ”löf” (nu ”löv” = løv), og ”hafregryn” (nu ”havregryn” = havregryn). Inden reformen blev v-lyden skrevet fv inde i ordstammer og før bøjnings- og afledningsendelser. Også dette ændredes til v overalt, fx i ”hufvud” (nu ”huvud” = hoved) og ”öfver” (nu ”över” = over). Denne del af reformen betød en klar tilnærmelse mellem dansk og svensk stavning, omend dansk stadig bruger f for v-lyden i ordet af.
Stumt h i forbindelsen hv forsvandt helt med reformen. H-lyden havde tidligere været hørbar, ligesom den stadig er i nordvestjyske dialekter af dansk og som k-lyd på norsk (”kvit” = hvid). Med denne ændring kappedes forbindelsen til de fællesnordiske rødder. Ikke mindst de spørgende stedord ændrede udseende med reformen (se tabellen).
| svensk før 1906          | svensk efter 1906     | dansk                                      | note |
| ------------------------ | --------------------- | ------------------------------------------ | --- |
| hvad                     | vad                   | hvad                                       | jf. engelsk ”what”                                                                                      |
| hvadan                   | vadan                 | (parallel til hvordan)                     | synonym til ”varför”                                                                                    |
| hval                     | val                   | hval                                       | jf. engelsk ”whale”; uændret stavning af svensk ”val” = valg                                            |
| hvalf                    | valv                  | hvælving, hvalv                            | |
| hvar                     | var                   | hvor                                       | jf. engelsk ”where”; uændret stavning af svensk datid ”var” af verbet ”vara” = være                     |
| (pigg-, slät-) hvar      | (pigg-, slät-) var    | (pig-, slet-) hvar                         | |
| hvarannan                | varannan              | hver anden                                 | |
| hvarandra                | varandra              | hverandre = hinanden                       | |
| hvarför                  | varför                | hvorfor                                    | jvf gammeldags engelsk ”wherefore”                                                                      |
| hvarje                   | varje                 | hver, hvert                                | |
| hvarken                  | varken                | hverken                                    | |
| hvart                    | vart                  | hvorhen                                    | jf. engelsk ”where to”; uændret stavning af svensk datid ”vardt” av verbet ”varda” = vorde (gammeldags) |
| hvarf                    | varv                  | omgang (som i solhverv)                    | |
| hvass                    | vass                  | hvass                                      | uændret stavning af svensk ”vass” = tagrør                                                              |
| hvem                     | vem                   | hvem                                       | jf. engelsk ”who”                                                                                       |
| hvems                    | vems                  | hvis                                       | jf. engelsk ”whose”                                                                                     |
| hven                     | ven                   | hvene                                      | |
| hvete                    | vete                  | hvede                                      | jf. engelsk ”wheat”                                                                                     |
| hvi                      | vi                    | parallel til hvi                           | gammeldags synonym til ”varför”; jf. engelsk ”why”                                                      |
| hvil                     | vil                   | hvil                                       | beslægtet med engelsk ”while”                                                                           |
| hvila                    | vila                  | hvile                                      | |
| hvilken, hvilket, hvilka | vilken, vilket, vilka | hvilken, hvilket, hvilke                   | jf. engelsk ”which”                                                                                     |
| hvina                    | vina                  | hvine                                      | beslægtet med engelsk ”whine”; uændret stavning af svensk ”vin” = vin                                   |
| hvirfvel                 | virvel                | hvirvel                                    | jf. engelsk ”whirl”, beslægtet med ”whorl” (spiral) og ”hurl” (slynge)                                  |
| hvissla                  | vissla                | parallel til hvisle, men betyder at fløjte | jf. engelsk ”whistle”                                                                                   |
| hviska                   | viska                 | hviske                                     | jf. engelsk ”whisper”; uændret stavning af svensk ”viska” (børste) = viske                              |
| hvit                     | vit                   | hvid                                       | jf. engelsk ”white”                                                                                     |
| hvitling                 | vitling               | hvilling                                   | jf. engelsk ”whiting”                                                                                   |
| hväsa                    | väsa                  | hvæse                                      | |
| hvässa                   | vässa                 | hvæsse                                     | jf. engelsk ”whet”                                                                                      |

Læg mærke til, at nogle få ord, der begynder med hv på dansk, stavedes uden h på svensk længe inden reformen, fx ”valp” (= hvalp) og ”värf” (nu ”värv” = hverv).
Stumt h bibeholdtes dog foran j i ord som ”hjort”, ”hjul” (jf. engelsk ”wheel”), ”hjälp” (= hjælp), ”hjälte” (= helt), ”hjärna” (= hjerne) og ”hjärta” (= hjerte).

## Egennavne
De gamle stavemåder er bibeholdt af dekorative grunde i mange egennavne. Disse udtales som om de havde moderne stavemåde. ”Per Löfqvist” udtales således på samme måde som ”Pär Lövkvist”, ”Gustaf Lagerlöf” er enslydende med ”Gustav Lagerlöv” og firmanavnet ”Ifö” udtales ”Ivö” på samme måde som navnet på øen Ivö.

## Ændringer 1889
Med 6. oplag (1889) af Svenska Akademiens ordlista (SAOL) blev to reformer gennemført.
Lyden k stavedes før 1889 med qv i mange arveord, fx ”sqvaller” (nu ”skvaller” = sladder), ”qväll” (nu ”kväll” = kveld, aften), ”beqväm” (nu ”bekväm” = bekvem) og ”qvist” (nu ”kvist” = kvist).
Kort æ-lyd blev ændret fra e til ä i mange ord, fx ”der” (nu ”där” = der), ”dverg” (nu ”dvärg” = dværg), ”elg” (nu ”älg” = elg), ”enka” (nu ”änka” = enke) og ”ega” (nu ”äga” = eje). Eftersom dansk på ingen måde anvender e og æ konsekvent om korte æ-lyd, betød reformen hverken tilnærmelse eller øget afstand mellem dansk og svensk stavning.